# Anne Mette Bille
Anne Mette Bille (* 22. April 1968, verheiratete Anne Mette van Dijk) ist eine ehemalige dänische Badmintonspielerin. Sie ist die Ehefrau von Jeroen van Dijk.

## Karriere
Anne Mette Bille gewann 1980 ihren ersten Titel bei den dänischen Einzelmeisterschaften der Junioren der U13. Neun Jahre später siegte sie erstmals bei den Erwachsenen im Damendoppel mit Lotte Olsen.

## Sportliche Erfolge
| Saison    | Veranstaltung                                    | Disziplin   | Platz | Name                                                           |
| --------- | ------------------------------------------------ | ----------- | ----- | -------------------------------------------------------------- |
| 1979/1980 | Dänemark: Einzelmeisterschaften der Junioren U13 | Damendoppel | 1     | Anne Mette Bille / Kristine Rasmussen (Nykøbing F)             |
| 1981/1982 | Dänemark: Einzelmeisterschaften der Junioren U15 | Dameneinzel | 1     | Anne Mette Bille, Nykøbing F                                   |
| 1983/1984 | Dänemark: Einzelmeisterschaften der Junioren U17 | Mixed       | 1     | Lars Pedersen / Anne Mette Bille, Nykøbing F                   |
| 1985/1986 | Dänemark: Einzelmeisterschaften der Junioren U19 | Mixed       | 1     | Lars Pedersen, Greve / Anne Mette Bille, Nykøbing F.           |
| 1986      | Nordische Juniorenmeisterschaften                | Mixed       | 1     | Thomas Lund / Anne Mette Bille                                 |
| 1988/1989 | Dänemark: Einzelmeisterschaften                  | Damendoppel | 1     | Anne Mette Bille, Skovshoved / Lotte Olsen, Kastrup-Magleby BK |
| 1989      | Austrian International                           | Damendoppel | 1     | Charlotte Madsen / Anne Mette Bille                            |
| 1992      | Uppsala International                            | Damendoppel | 1     | Anne Mette Bille / Marianne Rasmussen                          |
| 1992      | Norwegian International                          | Damendoppel | 1     | Anne Mette Bille / Trine Pedersen                              |
| 1992      | Norwegian International                          | Mixed       | 1     | Lars Pedersen / Anne Mette Bille                               |
| 1992      | Dutch Open                                       | Damendoppel | 1     | Anne Mette Bille / Marianne Rasmussen                          |
| 1992      | Irish Open                                       | Mixed       | 1     | Lars Pedersen / Anne Mette Bille                               |
| 1993      | Irish Open                                       | Mixed       | 1     | Lars Pedersen / Anne Mette Bille                               |
| 1994      | Swiss Open                                       | Damendoppel | 2     | Anne-Mette Bille / Marlene Thomsen                             |
| 1995      | Swiss Open                                       | Damendoppel | 2     | A. Bille / Marlene Thomsen                                     |
| 1995      | Scottish Open                                    | Mixed       | 1     | Lars Pedersen / Anne Mette Bille                               |
| 2003/2004 | Dänemark: Seniorenmeisterschaften 35+            | Mixed       | 1     | Anne Mette van Dijk, Skovshoved I.F. / Lars Pedersen, Skælskør |